# Operace Mars
Operace Mars, zvaná též jako druhá rževsko-syčevská ofenzíva byla sovětská vojenská operace Velké vlastenecké války uskutečněná ve dnech 25. listopadu až 20. prosince 1942. Jejím úkolem bylo obklíčení německých jednotek v prostoru Rževa, kde německá fronta tvořila výběžek do hloubky území SSSR. Téměř souběžně s ní probíhala bitva o Velikije Luki, dále také operace Uran a operace Prsten u Stalingradu. Jejím cílem bylo, mimo jiné, také úspěšně vázat německé zálohy tak aby nemohly být použity k vyproštění obklíčené 6. německé armády v prostoru Stalingradu. Celé operaci velel zástupce Hlavního stanu vrchního velení Georgij Konstantinovič Žukov.

## Průběh bitvy

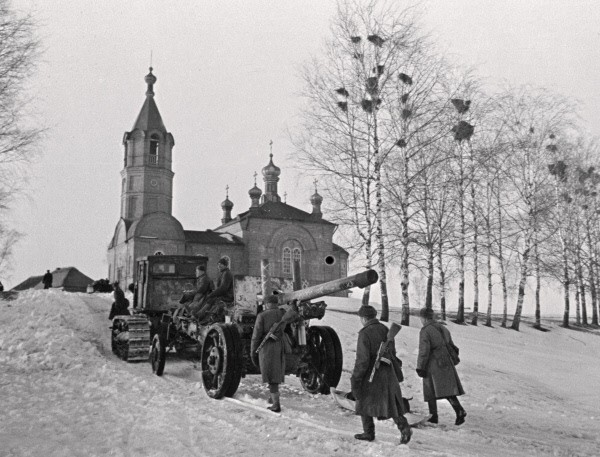
Sovětské dělostřelectvo, 1. březen 1943

Počátkem listopadu 1942 se německá vojenská rozvědka dozvěděla o chystané operaci, takže se na ni mohla dostatečně připravit. Německá křídla byla doplněna posilami. Operace začala 25. listopadu, kdy zhruba půl miliónu sovětských vojáků Kalininského a Západního frontu zaútočilo na německé, maďarské a italské vojenské jednotky. Přes drtivou dělostřeleckou přípravu se útočící Rudé armádě nepodařilo zejména na severní části fronty dosáhnou stanovených úkolů. Lepší byla situace na jihu, kde sovětská vojska překročila řeku Vazuzu a vybudovala si předmostí na západním břehu. Sověti využívali převahu v počtu tanků, ale v počtu nasazených vojáků Němce nepřevyšovali. Sovětské útoky pokračovaly za velkých ztrát i v dalších dnech a dosahovaly jen dílčích úspěchů. Pěchota Rudé armády byla bez dopravních prostředků a zaostávala za tanky, přičemž vázl i přísun zásob. Němcům se podařilo dostat do oblasti bojů další posily a počátkem prosince si dokázali vytvořit přesilu v tancích i v pěchotě. Úspěchů v boji se jim však dosáhnout nepodařilo.
Útočné boje pomalu utichaly a obě znepřátelené strany se zakopaly. V měsíci únoru dostal německý generál Walter Model rozkaz k opuštění z Rževského výběžku, odkud se německá vojska do konce března 1943 stáhla a zkrátila tak frontovou linii.

### Filmotéka
- Bitva o Ržev